# ألفارو ديل مورال
ألفارو ديل مورال غالان (بالإسبانية: Álvaro del Moral)‏ (من مواليد 9 مايو 1984 في مدريد) هو لاعب كرة قدم إسباني، يلعب لنادي آر إس دي ألكالا في دوري الدرجة الثانية الإسباني، في مركز المهاجم.

## وصلات خارجية
- ألفارو ديل مورال على موقع قاعدة بيانات كرة القدم.إي يو (الإنجليزية)
- ألفارو ديل مورال على موقع Soccerway.com (الإنجليزية)

- BDFutbol profile
- Futbolme profile